# Sloup Nejsvětější Trojice (Litovel)

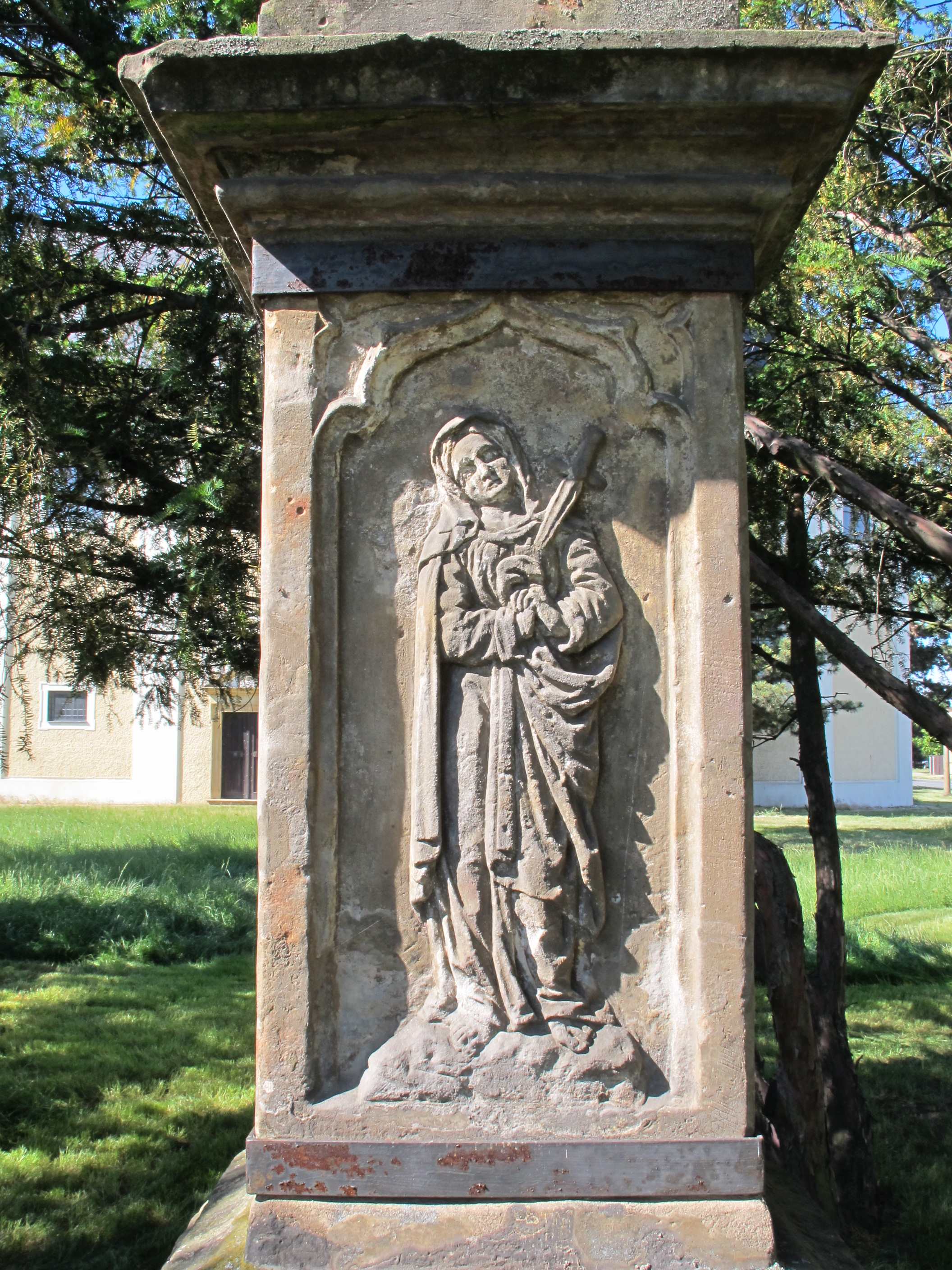
Detail reliéfu na soklu

Sloup Nejsvětější Trojice v Litovli je barokní sousoší nacházející se na Staroměstském náměstí jižně od kostela sv. Jakuba a Filipa. Byl vztyčen kolem roku 1743, jeho autor je neznámý. Sloup je chráněn jako kulturní památka.

## Popis
Pískovcový sloup má výšku asi 4 m. Skládá se z hranolového podstavce a korintského sloupu. Na hlavici je umístěno sousoší Nejsvětější Trojice. Postava trůnícího Hospodina s papežskou mitrou na hlavě drží před sebou ukřižovaného Krista a pod křížem se nachází holubice symbolizující Ducha svatého. U pravé Hospodinovy nohy je vytesána hlava anděla.
V polovině dříku se nachází reliéf archanděla Michaela bojujícího s drakem.
Na podstavci sloupu se nachází reliéf Panny Marie Bolestné.